# Waringinsari (Takokak)
Waringinsari is een bestuurslaag in het regentschap Cianjur van de provincie West-Java, Indonesië. Waringinsari telt 4517 inwoners (volkstelling 2010).